# Пич Спрингс (Аризона)
Пич Спрингс (енгл. Peach Springs) насељено је место без административног статуса у америчкој савезној држави Аризона.

## Демографија
По попису из 2010. године број становника је 1.090, што је 490 (81,7%) становника више него 2000. године.
| Група             | 2000.     | 2010.     |
| Белци             | 21 (3,5%) | 11 (1,0%) |
| Афроамериканци    | 0 (0,0%)  | 5 (0,5%)  |
| Азијати           | 0 (0,0%)  | 0 (0,0%)  |
| Хиспаноамериканци | 32 (5,3%) | 33 (3,0%) |
| Укупно            | 600       | 1.090     |